# Cameron Gliddon
Cameron Richard Gliddon (Perth, 16 de agosto de 1989) é um basquetebolista australiano que atualmente joga pelo Brisbane Bullets disputando a National Basketball League. O atleta possui 1,96m, pesa 86kg e atua na posição armador. Fez parte do selecionado australiano que conquistou a vaga para o torneio olímpico de basquetebol dos Jogos Olímpicos de Verão de 2016 no Rio de Janeiro.